# Collegio IV Novembre
Il Collegio Navale IV Novembre è un edificio di Roma, situato su via delle Fiamme Gialle, nel quartiere Lido di Ostia Levante.

## Storia

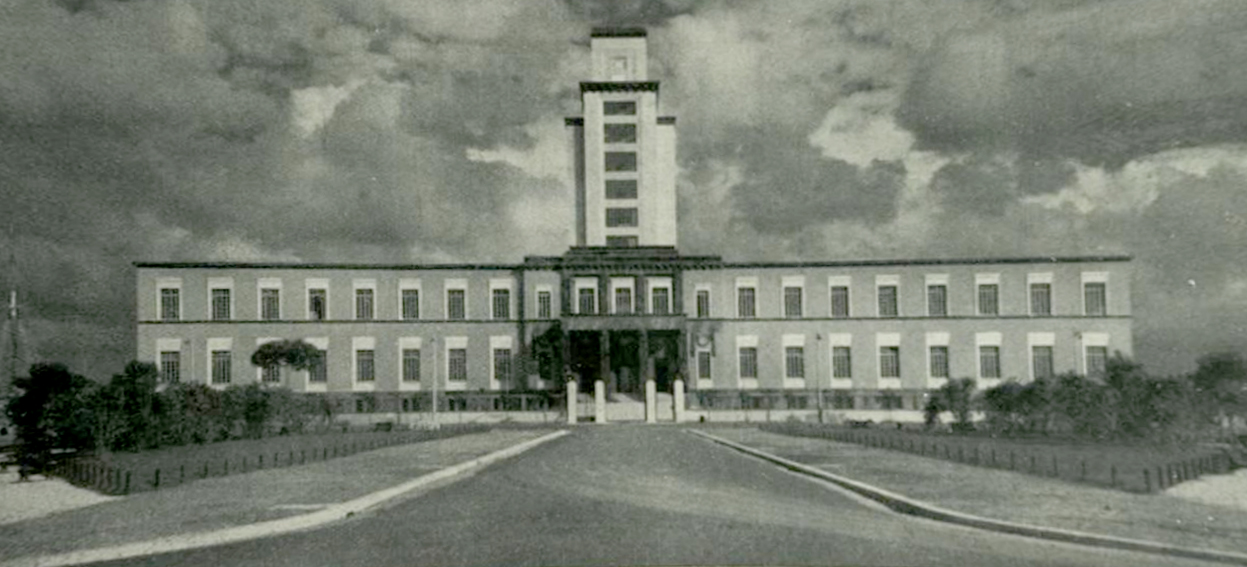
Il Collegio IV Novembre nel 1938 (da L'Illustrazione Italiana)

Il Collegio convitto "IV Novembre" fu edificato dall'Istituto Nazionale Fascista di Assistenza ai dipendenti degli Enti Locali, istituto sorto a Roma nel 1925. L'Istituto aveva come finalità di assicurare ai dipendenti dei Comuni, delle Provincie e delle Opere Pie forme di assistenza necessarie a chi avesse un reddito fisso ma non sufficiente ad affrontare le difficoltà economiche che potessero manifestarsi nelle famiglie. Il Collegio fu quindi costruito per accogliere circa 300 allievi orfani e figli di dipendenti che frequentavano le scuole elementari, il ginnasio e il liceo, e come sede delle scuole d'avviamento al lavoro, le Scuole professionali marittime e L'Istituto Nautico.
Il complesso fu costruito al Lido di Ostia su suggerimento diretto di Mussolini e su progetto dall'architetto carrarese Giuseppe Boni. La posa della prima pietra, presente il Duce, il Vescovo di Ostia e altre alte personalità, avvenne il 12 novembre 1934 con data di inaugurazione fissata il 4 novembre 1936, anniversario della Vittoria della grande Guerra; in quella data il Collegio fu poi inaugurato alla presenza dello stesso Mussolini. 
Nei pressi dell'orfanotrofio era prevista la costruzione dell'Istituto Nautico di Roma, intitolato all'ammiraglio Marcantonio Colonna, in un'area di 13 000 m² e collegato al mare tramite il canale dei Pescatori. Il 10 giugno 1939 fu posta la prima pietra dell'edificio, mentre l'istituto fu ospitato temporaneamente dalla scuola Fratelli Garrone. Il progetto tuttavia non verrà mai compiuto, venendo abbandonato durante la seconda guerra mondiale.
La Guardia di Finanza ha ottenuto l'immobile nel 1977, ed attualmente ospita la Scuola di Polizia Economico-Finanziaria Lido di Ostia.

## Descrizione
Il complesso, eretto in pieno stile razionalista ma molto modificato nel tempo, è a pianta rettangolare e si sviluppa lungo via delle Fiamme Gialle. Originariamente il fabbricato principale constava di un corpo centrale lungo 120 metri e di due ali di 78 metri rocchiudenti un grande cortile; all'interno del cortile, posteriormente al corpo principale, svettava una torre alta 59 metri, poi demolita dall'esercito tedesco il 13 dicembre 1943 per timore che potesse fungere da punto di riferimento in vista di un possibile sbarco degli alleati sulla spiaggia di Ostia. L'ingresso principale è sottolineato da un porticato rialzato ricoperto in marmo bardiglio lucidato a specchio, accessibile tramite una scalinata e fiancheggiato da due statue colossali ancora in marmo bardiglio poste ai lati del pronao: L'educazione fisica di Giuseppe Tonnini e L'educazione intellettuale di Sergio Vatteroni. Due sale interne sono affrescate dal toscano Lorenzo Viani, con temi riguardanti la navigazione, nel 1936; l'ingresso era in origine decorato con un affresco del genovese Antonio Giuseppe Santagata, poi andato perduto durante gli eventi bellici.
Nel giardino del collegio è presente interrata la Santa Maria, goletta-scuola in cemento armato già in origine data come sede al alcune sezioni di istruzione marinara del collegio nautico adiacente. Era inoltre visibile sulla destra dell'edificio un esemplare dell'idrovolante Savoia-Marchetti S.55.